# Avinguda dels Germans Machado
L'avinguda dels Germans Machado és una via urbana de València, inclosa dins la Ronda Nord de València, situada entre l'avinguda de Catalunya per l'est (inici de l'autovia V-21) i l'autovia CV-30 per l'oest.
Pot ser considerada com el tram urbà de la Ronda Nord de València, que com que no està finalitzada com a autovia fins a la V-21 té en aquesta avinguda urbana una solució a la connectivitat del tràfic pel nord de la ciutat.
S'encreua amb l'avinguda de Valladolid, l'avinguda d'Alfauir, l'avinguda de l'Orxata a Alboraia, l'avinguda de la Constitució, el Camí de Montcada, l'avinguda de Joan XXIII i l'avinguda del Llevant UE.
Comunica els barris de l'est de la ciutat amb els barris del nord i nord-oest. S'inicia a l'oest del barri de La Carrasca (barri de València) i travessa els barris del Camí de Vera i de Sant Llorenç, limitant amb el municipi d'Alboraia. A continuació un tram d'Orriols i separa el barri de Torrefiel al sud i l'horta de la pedania valenciana de Poble Nou al nord. Voreja el nord de Benicalap i amb dues rotondes fa un gir de 90° cap al nord fins a arribar a l'est del barri de la Ciutat de l'Artista Faller, on enllaça amb l'inici de l'autovia CV-30 amb altra pronundiada corba de 90°.

## Nom
L'avinguda està dedicada als germans Antonio i Manuel Machado, poetes i intel·lectuals sevillans de finals del segle xix i principis del segle xx.

## Història
Va estar projectada des de la segona meitat del segle XX com a nova circumval·lació de la ciutat pel nord, sobretot per a alliberar de tràfic la saturada Ronda de Trànsits ja inclosa en l'entramat urbà de la ciutat amb les avingudes del Primat Reig i del Dr. Peset Aleixandre. Va entrar en servei durant els primers anys del segle xxi.

## Elements importants
A l'extrem est de l'avinguda limita amb l'avinguda de Catalunya, just enfront de la Torre Miramar i el Campus de Vera de la Universitat Politècnica de València.
L'avinguda transcorre en gran part rodejada de camps d'horta des d'on es pot observar el paisatge de L'Horta de València amb alguns dels elements arquitectònics destacats d'aquesta com són les alqueries del Pi (a Poble Nou) o la del Falcó en les proximitats del Camí de Montcada (al barri de Torrefiel).
Destaca també l'antic Monestir de Sant Miquel dels Reis (a Orriols), actual seu de la Biblioteca Valenciana, o l'Estadi Ciutat de València del Llevant UE i el centre comercial Arena tots dos a Sant Llorenç.
A Benicalap trobem un restaurant McDonald's des de principis de l'any 2012, i al barri de la Ciutat de l'Artista Faller trobem el Museu de l'Artista Faller del gremi d'artistes fallers, on s'explica des de l'any 1991 tot el procés de construcció de les Falles de València per part dels artistes.
Hi trobem a més unes cotxeres de MetroValencia a Sant Llorenç entre les estacions subterrànies de Machado i d'Alboraia-Palmaret, ambdues incloses dins la Línia 3 del metro de València.

## Transports
Al barri de Sant Llorenç, a les proximitats de l'avinguda d'Alfauir i del carrer d'Emilio Baró està situada l'estació subterrània de Machado de la Línia 3 de MetroValencia.
El tramvia també arriba fins a l'avinguda, concretament al carrer de Sant Vicent de Paül on està situada l'Estació Estadi del Llevant (just davant de l'Estadi Ciutat de València), i la cruïlla amb l'avinguda de la Constitució on es troba l'Estació de Sant Miquel dels Reis (a pocs metres de l'antic Monestir de Sant Miquel dels Reis), ambdues estacions incloses a la Línia 6 del metro de València. A les proximitats de l'extrem est de l'avinguda, concretament a l'avinguda dels Tarongers, es troba l'Estació de la Universitat Politècnica de les línies 4 i 6 del tramvia de MetroValencia.